# Habsburg–Tescheni Albert Ferenc főherceg
Habsburg–Tescheni Albert Ferenc József főherceg (Erzherzog Albrecht Franz Josef Karl Friedrich Georg Hubert Maria von Österreich), (Baden, Alsó-Ausztria, 1897. július 24. – Buenos Aires, Argentína, 1955. július 23.), osztrák főherceg, magyar és cseh királyi herceg, Frigyes főherceg tábornagy egyetlen fia, a tescheni hercegi cím várományosa, 1936-tól Teschen címzetes hercege (Herzog von Teschen) a Magyar Országgyűlés felsőházának tagja. A korabeli magyar dokumentumokban és sajtóban Albrecht főherceg vagy Albrecht királyi herceg néven írtak róla.

## Élete

### Származása, testvérei
Albert (Albrecht) Ferenc főherceg a Habsburg–Lotaringiai-ház tescheni ágából származott. 1897. július 24-én született a tescheni hercegek Weilburg kastélyában, Baden mellett
Édesapja Habsburg–Tescheni Frigyes osztrák főherceg (1856–1936) volt, Károly Ferdinánd főherceg (1818–1874) és Erzsébet Franciska Mária főhercegnő (1831–1903) legidősebb fia, anyai ágon József nádor unokája, apai ágon Károly Lajos főherceg-tábornagy unokája, Teschen harmadik hercege, cs. és kir. tábornagy, 1914–1917 között az Osztrák–Magyar Monarchia haderőinek főparancsnoka.
Édesanyja Isabella von Croÿ-Dülmen német hercegnő (1856–1931) volt, Rudolf Maximilian Constantin von Croÿ herceg és Natalie de Ligne hercegnő leánya. Kilenc testvérből heten érték meg a felnőttkort, ketten még a századforduló előtt fiatalon elhaltak. Utolsóként született, nyolc leány után a várva várt egyetlen fiú, apja nevének és címeinek örököse, Albert Ferenc főherceg:
- Mária Krisztina Izabella főhercegnő (1879–1962), aki 1902-ben Emanuel Alfred zu Salm-Salm herceghez ment feleségül.
- Mária Anna Izabella főhercegnő (1882–1940), aki 1903-ban a Bourbon-házból való Illés (Elias) parmai herceghez (1880–1959), I. Róbert parmai herceg fiához ment feleségül.
- Mária Henrietta főhercegnő (1883–1956), aki 1908-ban Gottfried zu Hohenlohe-Waldenburg-Schillingsfürst herceghez ment feleségül.
- Natália Mária Terézia főhercegnő (1884–1898), fiatalon meghalt.
- Stefánia Mária Izabella főhercegnő (1886–1890), kisgyermekként meghalt.
- Gabriella Mária Terézia főhercegnő (1887–1954), nem ment férjhez.
- Izabella Mária Terézia főhercegnő (1888–1973), aki 1912-ben a Wittelsbach-házból való György Ferenc József bajor királyi herceghez (1880–1943), Gizella főhercegnő fiához ment feleségül, de házasságukat már 1913-ban érvénytelenítették.
- Mária Aliz főhercegnő (1893–1962), aki 1920-ban Friedrich Heinrich Waldbott von Bassenheim báróhoz ment feleségül.
- Albert (Albrecht) Ferenc főherceg (1897–1955), az első és egyetlen fiú, a tescheni hercegi cím várományosa.

Felmenőin keresztül dédunokaöccse volt az elhunyt Albert főherceg tábornagynak (1817–1895), és közvetlen unokaöccse volt Mária Krisztina Dezideráta spanyol királynénak (1858–1929), XII. Alfonz király második feleségének, József nádor unokájának. A Habsburgok hadvezéri ágából (Feldherrenlinie) származott, elődei valóban jeles hadvezérek voltak, bár saját édesapja, Frigyes főherceg már sohasem ténykedett aktív harctéri beosztásban. Anyja révén az igen ősi Croÿ német-római birodalmi hercegi család leszármazottja volt, akik saját őseik között egy Árpád-házi magyar királyi herceget is számon tartottak.

### Ifjúkora

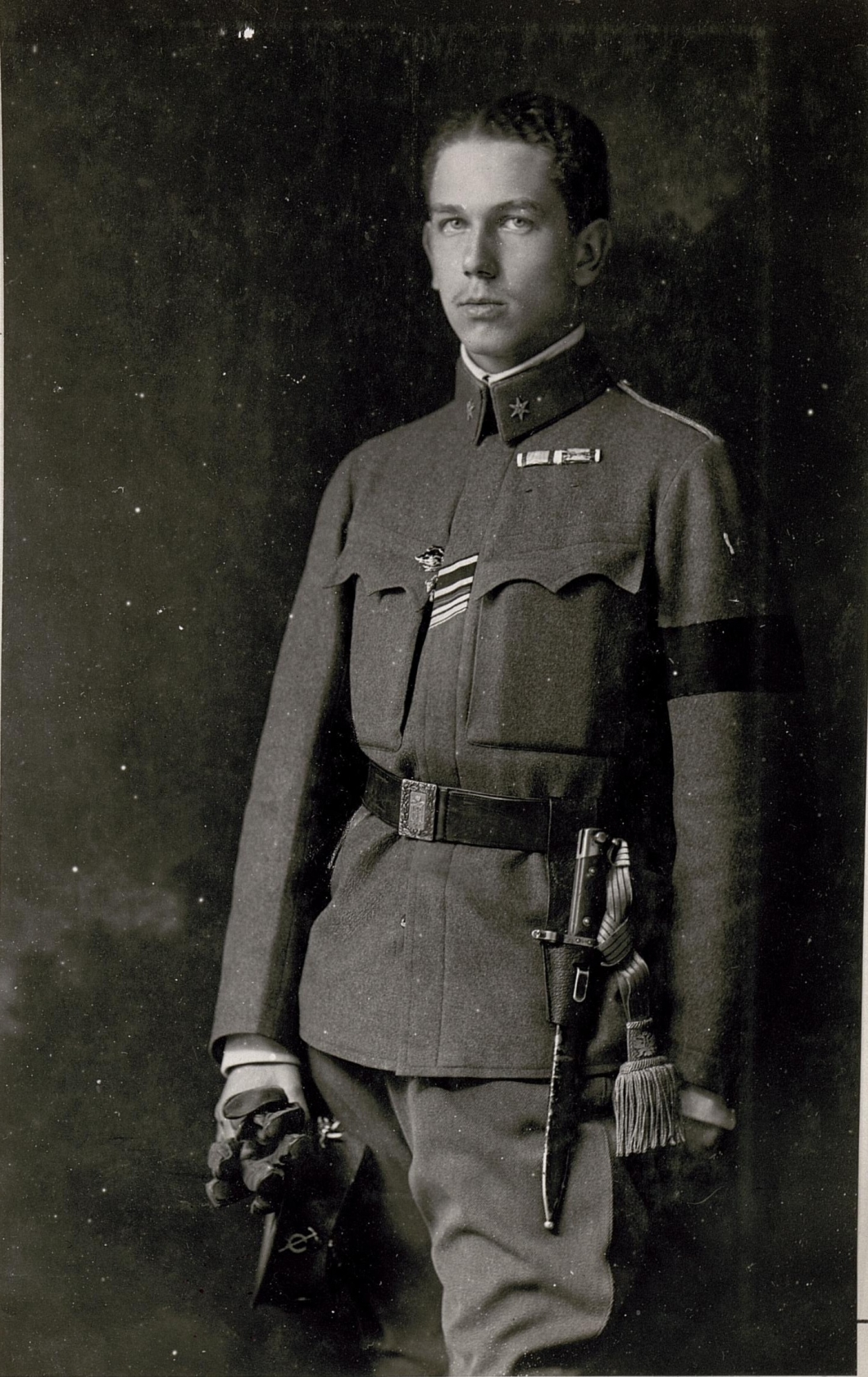
Albrecht főherceg, hadnagy (a cs. és kir. Hadisajtóiroda képe)

Pozsonyban végezte iskoláit. Első nyilvános szereplésére 16 éves korában, 1913-ban került sor, amikor I. Ferenc József megbízásából ő nyitotta meg a pozsonyi Erzsébet Tudományegyetem első tanévét. Az itteni katolikus főgimnáziumban érettségizett 1915-ben. Gyors katonai kiképzésben részesült, és 1916 végén hadnagyként szolgálatba lépett. Az olasz frontra került, több ütközetekben vett részt, bátorságának is tanújelét adta, kitüntették a bronz vitézségi éremmel és a hadiékítményes III. osztályú Vaskorona-renddel is. Apját, Frigyes főherceg tábornagyot 1916-ban Károly császár leváltotta haderő-főparancsnoki beosztásából, és 1917-ben rendelkezési állományba helyezte. 1918 tavaszán léptették elő vadász-főhadnaggyá, ebben a rangban érte meg a háború végét.
Az Osztrák–Magyar Monarchia összeomlása után apjának tescheni és magyaróvári birtokaira ment, beiratkozott a Magyaróvári Királyi Gazdasági Akadémiára. A Magyar Tanácsköztársaság kikiáltása után apjával együtt Svájcba utazott, ahol társadalmi kapcsolataikat mozgósítva támogatták a vörös uralom megdöntéséért küzdő ellenforradalmi szervezeteket. A „rend helyreállása után” visszatértek a magyaróvári Habsburg-nagybirtokra, Albrecht főherceg folytatta gazdasági tanulmányait, ahol védnökséget vállalt a bajtársi szövetségek és más hazafias ifjúsági egyesületek fölött. Szervezte és segítette a gazdász-ifjúság egyesületeinek működését.
1920-ban az új köztársasági kormányok államosították a Habsburgok ausztriai és csehországi birtokainak nagy részét, így a tescheni hercegi birtokokat is. Mivel apja, Frigyes főherceg nem mondott le osztrák trónöröklési jogairól, ezért a Habsburg-törvény értelmében családjával együtt távoznia kellett Ausztriából. Burgenlandhoz csatolt birtokaik – különösen a Fertő-tótól keletre fekvő terület (ma: Seewinkel) – visszaszerzése érdekében komoly eszközökkel támogatták a Lajtabánság tervét és a Nyugat-magyarországi felkelést. Prónay terve szerint a Lajtabánság uralkodójának Albrecht főherceget, magyar királyi herceget hívták volna meg. A velencei megállapodás és a soproni népszavazásról szóló döntés után azonban ezt a tervet ejtették.
Anyja, az erős akaratú Izabella főhercegné súlyosan neheztelt Károly királyra, aki 1916–17-ben leváltotta férjét a haderő-főparancsnokságról. A helyzetet súlyosbította, hogy Zita királyné igen rossz viszonyban állt saját féltestvérével, Illés (Elias) parmai herceggel, Mária Anna főhercegnő férjével, Izabella főhercegné vejével, Albrecht sógorával. Felesége hatására Frigyes főherceg nem támogatta a visszatérő Károly király hatalom-visszaszerzési kísérleteit, hanem elismerte Horthy Miklós kormányzóságát. A becsvágyó Izabella azt is tervezte, hogy fiát, Albrecht királyi herceget a magyar királyi trónra segítheti, ezzel alkalmasint a gyűlölt Zita királynénak is törleszthetett. A tervnek nem volt komoly esélye, Frigyes főherceg magyarországi népszerűsége és tagadhatatlan befolyása ellenére sem.
1922 után Albrecht főherceg befejezte tanulmányait a Magyaróvári Királyi Gazdasági Akadémián, és Budapestre költözött. Mint a Felsőház tagja, belevetette magát az országos politikai életbe.

### Pályája a két háború között
Albrecht főherceg a két világháború között igen népszerű volt a magyar legitimisták bizonyos csoportjai között, akik uralkodójelöltjüknek tekintették annak ellenére, hogy ő maga nem számított legitim Habsburg trónjelöltnek (nem volt IV. Károly egyenes ági leszármazottja). Személyét ezért a szabad királyválasztók csoportjai próbálták magyar trónkövetelőként beállítani. Albrecht főherceg azonban 1931-ben hivatalos nyilatkozatban lemondott trónigényéről, elismerte Habsburg Ottó elsőségét a trónutódlásban, így a szabad királyválasztók elfordultak tőle.
Mint magyarországi nagybirtokos, apjával együtt tevékenyen támogatta a trianoni békeszerződés revízióját. Belekeveredett azonban az 1925-ös frankhamisítási botrányba, ez véget vetett addigi politikai népszerűségének, és lehetetlenné tette, hogy országos politikai vezetői tisztséget kaphasson.
1925-ben megválasztották a nemzeti szellemű TESZ (Társadalmi Egyesületek Szövetsége) egyik fővédnökévé. A testneveléssel és sporttal foglalkozó szervezeteket támogatta, ezekben kapott díszelnöki, fővédnöki címeket. Az 1920-as években egy ideig az 1914-ben alakult Magyar Vívó Szövetség elnöke volt. Egy időben a Balatoni Sport Bizottság elnöke, a BBTE díszelnöke volt.
Hitler hatalomra jutása után Albrecht főherceg a nácizmus lelkes híve lett. Apjának, Frigyes főhercegnek elhunytakor, 1936. december 30-án egyetlen fiúként megörökölte Teschen (negyedik) hercegének címét, II. Albert néven, és apjának magyarországi és ausztriai birtokait. (Mivel a Tescheni Hercegség területe a Csehszlovák Köztársaság és a Lengyel Köztársaság területére esett, a tescheni hercegi cím csak névleges tartalommal bírt).
1936–37 között Albrecht főherceg bécsújhelyi repülőgépgyárának munkatársa volt volt többek között Bánhidy Antal konstruktőr és berepülőpilóta (1903–1994), a Gerle repülőgépek tervezője is. Az Anschlusst követően a gyár a német hadsereg birtokába került.

### Első házassága
Albrecht főherceg a magyar társasági életben főként rangon alul között házasságairól vált nevezetessé. Sem első felesége, Lelbach Irén, sem a második, Bocskay Katalin nem válhatott a házasságkötés révén (osztrák) főhercegnővé, mert egyik házasság sem felelt meg a főhercegi álláshoz megkívánt feltételeknek. Bár a főherceg első első két házassága a korabeli magyar házassági jog szerint maradéktalanul érvényes volt, a Habsburg-ház belső törvényei szerint az érvényesség elismeréséhez a családfő (ez esetben Frigyes főherceg) beleegyezése is szükséges volt. Ha ez az engedély hiányzott (megtagadták), akkor a házasulandó Habsburg-családtagnak az esküvő előtt le kellett volna mondania főhercegi rangjáról. „Állásszerűtlen” (nicht standesgemäß) házasságai révén Albrecht főherceg tehát elvileg kérdésessé tette saját főhercegi rangjának jogszerűségét, hanem a Magyar Országgyűlésben betöltött felsőházi tagságának további jogszerűségét is, mivel ez a Habsburg–Lotaringiai-ház (mint magyar királyi ház) teljeskorú (és teljes jogú) férfi tagjainak járt. Felsőházi tagságát e kétely ellenére mindvégig, 1944-ig megtarthatta.
Első házasságát 1930. augusztus 16-án kötötte a dél-angliai Brightonban (Sussex grófság). A Magyar Királyság londoni nagykövetének, Rudnói és Divékújfalui Dr. Rudnay Lajosnak elvált feleségét, a polgári származású Lelbach Irén Dóra (1897–1985), kisasszonyt, Lelbach János és Skultéty Ilma leányát vette feleségül. Ez a frigy a Habsburg-család házi törvényei szerint súlyosan rangon alulinak minősült. A feldühödött Frigyes főherceg kitagadta egyetlen fiát a családból és apai örökségéből. Az első házasságból nem születtek gyermekek. A főherceg hét évnyi együttélés után, 1937. június 1-jén Budapesten felbonttatta ezt a házasságát (egyházilag is). Feleségének búcsúajándékként megvásárolta a Mezőtúr–Pusztabánrévei kastélyt.

### Második házassága
Második (polgári) házasságát már apja halála után, 1938. május 7-én kötötte Szegeden. Ismét rangon alul nősült, bár most már közép-nemesi magyar családból: Felsőbányai Bocskay Katalin Julianna (1909–2000) kisasszonyt vette feleségül, Bocskay Béla úrnak, tiszazugi kisbirtokosnak, a szegedi vízmű gépészének és a polgári származású Farkas Eszternek egyetlen leányát. A korabeli társasági sajtóban Katónak nevezett hölgy Szelevényben dolgozott tanítónőként. Két nappal később, 1938. május 9-én a Pannonhalmai Főapátság templomában Kelemen Krizosztom főapát egyházi esküvő keretében is összeadta őket. Teleki Pál volt a násznagy. Albrecht főherceg tanúja Perényi Zsigmond koronaőr és Khuen-Héderváry Károly felsőházi tag, Bocskay Kató tanúja Hóman Bálint kultuszminiszter volt. Az esküvőt a Magyar Világhíradó is felvette, és 742. számában adta közre.
Május 10-én Hunyady József gróf a magyar arisztokrácia nevében elhatárolta magát a rangon aluli házasság („mésalliance”) elfogadásától, kijelentvén, hogy Albrecht ezzel kirekesztette magát a Habsburg családból, és elveszítette osztrák főhercegi és magyar királyi címeit. A Délmagyarország május 13-án közölte a főhercegi titkárság válaszát: „Őfensége házassága ellenére is tagja marad a Habsburg–Lotaringiai családnak, és címeit továbbra is viseli.”
E házasságból két leánygyermek született Budapesten, akik a Habsburg-ház saját törvényei szerint nem örökölhették apjuk után a főhercegnői címet. Habsburg Ottó trónörökösnek, a Habsburg-ház fejének engedélyével felvehették a Habsburg grófnője (Gräfin von Habsburg) címet:
- Habsburg Sarolta (Charlotte) Izabella Mária Krisztina Eszter Katalin grófnő, magyar királyi hercegnő, címzetes tescheni hercegnő (*Budapest,  1940–2020).
- Habsburg Ildikó Katalin Izabella Henrietta Aliz Mária grófnő, magyar királyi hercegnő, címzetes tescheni hercegnő (*Budapest,  1942–).

### A második világháború éveiben

Nagybánya. A magyar honvédség bevonulása 1940. szeptember 7 -én. A tisztelgő lovas tiszt Albert Ferenc királyi herceg

Részt vett a magyar hadsereg észak-erdélyi bevonulásán. A Délvidék 1941-es visszacsatolása után Albrecht főherceg szembekerült Horthy kormányzóval, mivel bellyei uradalmát nem kapta vissza, azt „vitézi telepesek” között osztották szét. Az 1942-es újvidéki vérengzés tettesei Albrecht főherceg magyaróvári birtokán keresztül szökhettek ki Németországba. 1943-ban a jobboldali ellenzéki Magyar Megújulás Pártja őt jelölte Magyarország kormányzójának. A hungaristák is őt tekintették titkos királyjelöltjüknek, V. Béla néven.
1943. április hó 7-én az Ifjúság Házában tartott HM osztályvezetői értekezleten Béldy Alajos honvéd altábornagy beterjesztette Albrecht főherceg kinevezését a Balatoni Sport Bizottság országos elnökévé. A honvédelmi és a belügyminiszter támogatta a javaslatot, de a pénzügyminiszter a kinevezés elhalasztását kérte (végül nem Albrechtet nevezték ki).

### Harmadik házassága emigrációban
A második világháború végén, a szovjet Vörös Hadsereg közeledésekor Albrecht elhagyta az országot, részben azért, mert úgy látta, elkobzott birtokait már nem tudja visszaszerezni, másrészt közismert nácibarátsága miatt retorzióktól tarthatott. (Az Ideiglenes Nemzeti Kormány ki is kérte, mint háborús bűnöst, kiadatása azonban elmaradt). 1945-ben Dél-Amerikába utazott, ahol ifjú korában már járt. 1950-ben Paraguayban viszonyba került egy helyi bárénekesnővel, az argentínai születésű Lydia Georgina Strauss–Dörnerrel, Strausz Zoltán magyar gabonakereskedő fogadott leányával.
Amikor kitűnt, hogy Lydia gyermeket vár, Albrecht főherceg 1951-ben a mexikói Moralesben (San Luis Potosí közelében) elvált második feleségétől, Bocskay Katalin grófnőtől. Nyomban ezután harmadszor is megnősült, a paraquayi Asunciónban feleségül vette Lydia Strauss–Dörnert, akitől még abban az évben, 1951-ben Asunciónban megszületett egyetlen fia:
- Habsburg Rudolf István címzetes magyar királyi herceg, Teschen (ötödik) címzetes hercege (1951. április 14. – 1992. július 14.)[15][16]

A fordulatos életű Albrecht főherceg, Teschen negyedik (címzetes) hercege 1955. július 23-án, egy nappal 58. születésnapja előtt hunyt el Buenos Aires-ben, Argentínában. Hamvait végső nyugalomra a burgenlandi Féltorony (Halbturn) templomában helyezték el.

### Házastársainak, utódainak későbbi sorsa
Első felesége, a polgári származású református elvált Lelbach Irén Dóra (*Szabadka, 1897. december 22.-†Bécs,1985. december 1.), akit Brightonban 1930. július 16.-án vett el. Lelbach Irén első férje a rudnói és divékújfalusi Rudnay családnak a sarja, rudnói és divékújfalusi Rudnay Lajos (1883-1944), m. kir. rendkívüli követ és megh. miniszter volt. A menyasszonynak a szülei Lelbach János (1858–1918), földbirtokos, a szabadkai evangélikus egyház világi felügyelője és alsólehotai Skultéty Ilona (1868–1951) voltak. Habsburg–Tescheni Albert és Lelbach Irén házassága rövidnek bizonyult, 1937-ben váltak el. A második világháború utáni rövid koalíciós időszakban (1945–48-ig) a budai Várban elegáns kávézót üzemeltetett Lelbach Irén. Öccse, Lelbach János az 1950-es években Mezey Mária színésznő (1909–1983) második férje lett, és haláláig mellette maradt. Lelbach Irén 1985-ben hunyt el Bécsben, Budakeszin temették el.
Második házasságából született leányai a második világháború után külföldön mentek férjhez. Habsburg Sarolta Izabella grófnő, magyar királyi hercegnő, címzetes tescheni hercegnő 1967. július 19-én a svájci La Tour-de-Peilzben feleségül ment a grazi születésű osztrákhoz, Ferdinand Joseph Wutholenhez (1927–2018). Az egyházi esküvőt ugyanazon július 20-án tartották. Négy gyermekük született: Isabella Christina (* 1968), Alexandra (* 1970), Marina (* 1973) és Misha Wutholen (* 1981).
Habsburg Ildikó Katalin grófnő, magyar királyi hercegnő, címzetes tescheni hercegnő először 1963. február 26-án San Franciscóban feleségül ment Joseph Callejához (* 1939), akitől négy gyermeke született: Michel, Paul, Julie és Therese Calleja, a legifjabb 1969-ben. 1978 februárjában elvált férjétől, majd 1982. február 2-án feleségül ment Terrance (Terry) D. Fortier-hez (1939–2003). Második házassága gyermektelen maradt.
A család birtokai közül mára csak a Burgenlandban fekvő földek maradtak Albrecht főherceg egyik nővérének, Mária Aliz főhercegnő gyermekeinek a kezén. A Féltoronyban élt fia, Paul von Waldbott báró (1925–2008) volt a tulajdonosuk, tőle az ő unokaöccse örökölte.
Albrecht főherceg harmadik házasságából született egyetlen fiának, Rudolf Istvánnak későbbi sorsa nem ismert. 1992-ben hunyt el Buenos Airesben.

## Korabeli filmhíradók
- Albrecht főherceg látogatása az Országos Gyermekvédő Liga Erzsébet hadiárva-otthonában, Magyar Világhíradó, 427. száma, 1932. május. (MFI)
- Balatoni Sporthét. Albrecht főherceg jelenlétében sporthetet rendeztek a Balaton partján. Magyar Világhíradó 604. száma, 1935. szeptember. (MFI)